# ワダツミギボシムシ
ワダツミギボシムシ(Balanoglossus carnosus)はギボシムシの一種。全長は1メートルにもなる。砂泥中の有機物を食べ、海底に糞を積み上げる。

## 分布
西太平洋〜インド洋。
潮間帯〜潮下帯の砂泥底の中。